# Two Thumbs Up
Two Thumbs Up (衝鋒車) és una pel·lícula d'acció de comèdia de Hong Kong-xinesa del 2015 dirigida pel director novell Lau Ho-leung i protagonitzada per Francis Ng, Simon Yam, Leo Ku, Patrick Tam, Mark Cheng, Christie Chen i Philip Keung.

## Trama
El 5 d'abril de 2014, Twitch va publicar una sinopsi argumental de la pel·lícula:
| « | Lucifer i els seus gàngsters vesteixen el seu minibús per semblar un vehicle policial i es fan passar per policies per a un robatori. L'agent de policia Tsui va intuir "intenció criminal". Sense ordres policials, investiga aquests gàngsters. En el robatori, els gàngsters s'enfronten a un tiroteig contra els delinqüents reals, que maten a l'atzar. Lucifer i els seus homes estan furiosos. Poden portar vestits de policia i fer servir pistoles de joguina, però la seva passió és real. Sentant la seva passió justa, Tsui decideix posar-se del costat dels impostors i el seu vehicle de la UE de 16 passatgers. Lucifer i els seus homes redescobreixen el vincle que van sentir quan solien lluitar junts. Finalment, Tsui, Lcifer i la banda derroten els criminals, mostrant a Tsui que qualsevol pot ser un heroi i que la rectitud resideix dins de tots nosaltres. | » |

## Repartiment
- Francis Ng com a Lucifer (盧西發)
- Simon Yam com a Chow Tai-po (周大寶)
- Leo Ku com a oficial Tsui On-leung (徐安良)
- Patrick Tam com a Johnny To (杜敞尼)
- Mark Cheng com a Lam Tung (林東)
- Christie Chen com a lladregota
- Philip Keung com a cap dels lladres
- Rock Ji com a Lladre A
- Jie Zhuang com a dona del gelat
- Jamie Cheung com a Tsang Ching-yee (曾靜儀)
- Siu Yam-yam com a tia de Wild Boar (野豬婆婆)
- Jack Kao com al director
- Law Wing-cheung com a propietari del Bowling Alley
- Alan Mak com a Tsui Po-on (徐步安)
- Felix Chong com a inspector de policia
- Mark Wu com a Pare de Cup Noodle
- Dayo Wong com Cheung Po-keung (張寶強) (escenes eliminades del tall final)[2]

## Producció
La fotografia principal de Two Thumbs Up va començar el 15 de gener de 2014, on es va celebrar una cerimònia de benedicció a la qual van assistir el repartiment i l'equip.

## Estrena
El 24 de març de 2014, es va celebrar una conferència de premsa de Two Thumbs Up al 38è Festival Internacional de Cinema de Hong Kong on es va presentar el seu tràiler teaser. La pel·lícula es va estrenar al 39è Festival Internacional de Cinema de Hong Kong que va tenir lloc des de Del 23 de març al 6 d'abril de 2015 es va estrenar a Hong Kong el 2 d'abril de 2015.

## Taquilla
La pel·lícula va obrir el tercer lloc al seu debut i durant els primers sis dies d'estrena a Hong Kong, Two Thumbs Up va recaptar 5,90 milions de dòlars de Hong Kong. La pel·lícula va recaptar 4,01 milions de dòlars HK entre el 9 i el 12 d'abril. Després de dos caps de setmana, la pel·lícula ha recaptat un total de 8,91 milions de dòlars HK. Durant el seu tercer cap de setmana, la pel·lícula es va mantenir en tercer lloc i ha guanyat un total de 11,5 milions de dòlars de Hong Kong fins a la data. La pel·lícula va guanyar 20,84 milions CN¥ a la taquilla xinesa.

## Premis i nominacions
| Premis i nominacions                                      | Premis i nominacions   | Premis i nominacions | Premis i nominacions |
| Cerimònia                                                 | Categoria              | Receptor             | Resultat             |
| --------------------------------------------------------- | ---------------------- | -------------------- | -------------------- |
| 35ns Premis de Cinema de Hong Kong                        | Millor guió            | Lau Ho-leung         | Nominat              |
| 35ns Premis de Cinema de Hong Kong                        | Millor director novell | Lau Ho-leung         | Nominat              |
| 3r Festival Internacional de Cinema de la Xina de Londres | Millor actor secundari | Leo Ku               | Guanyador            |
| 3r Festival Internacional de Cinema de la Xina de Londres | Millor Director Novell | Lau Ho-leung         | Guanyador            |